# Лига (приток Устья)
Лига — река в Борисоглебском районе Ярославской области России. Устье реки находится в 67 км от устья реки Устье по правому берегу. Длина реки — 31 км, площадь водосборного бассейна — 198 км².

## Притоки
(указано расстояние от устья)
- 5,5 км: река Сотьма (лв)
- ? км: река Лебышна (пр)

## Данные водного реестра
По данным государственного водного реестра России относится к Верхневолжскому бассейновому округу, водохозяйственный участок реки — Волга от Рыбинского гидроузла до города Кострома, без реки Кострома от истока до водомерного поста у деревни Исады, речной подбассейн реки — Волга ниже Рыбинского водохранилища до впадения Оки. Речной бассейн реки — (Верхняя) Волга до Куйбышевского водохранилища (без бассейна Оки).
Код объекта в государственном водном реестре — 08010300212110000010798.